# トレバー・ストーリー
トレバー・ジョン・ストーリー（Trevor John Story, 1992年11月15日 - ）は、アメリカ合衆国テキサス州アービング出身のプロ野球選手（内野手）。右投右打。MLBのボストン・レッドソックス所属。愛称はジョー（Joe）。

## 経歴

### プロ入りとロッキーズ時代
2011年のMLBドラフト1巡目追補（全体45位）でコロラド・ロッキーズから指名され、入団した。この年は傘下のパイオニアリーグのルーキー級キャスパー・ゴースツでプロデビューし、47試合に出場して打率.268、6本塁打、28打点、13盗塁を記録した。
2012年はA級アッシュビル・ツーリスツに所属し、122試合に出場して打率.277、18本塁打、63打点、15盗塁を記録した。
2013年はA+級モデスト・ナッツに所属し、130試合に出場して打率.233、12本塁打、65打点、23盗塁を記録した。
2014年はA-級トリシティ・ダストデビルズ、A+級モデスト、AA級タルサ・ドリラーズに所属し、3球団合計で108試合に出場して打率.263、14本塁打、48打点、23盗塁を記録した。オフにはアリゾナ・フォールリーグに参加し、ソルトリバー・ラフターズに所属した。
2015年はAA級ニューブリテン・ロックキャッツとAAA級アルバカーキ・アイソトープスに所属し、2球団合計で130試合に出場して打率.279、20本塁打、80打点、22盗塁を記録した。オフの11月20日に40人枠入りした。
2016年の開幕はメジャーで迎え、正遊撃手のホセ・レイエスがDV裁判で戦列を離れているチーム事情もあって4月4日に行われたアリゾナ・ダイヤモンドバックスとの開幕戦では「2番・遊撃手」で先発起用された。メジャーデビューとなったこの試合で、相手先発のザック・グレインキーから2本塁打を放った。新人がデビュー戦で2本塁打を放ったのは史上初。するとそこから3戦連続で本塁打を放ち、デビューから3戦連発という史上初の快挙を達成。最終的にはこの記録を4試合まで伸ばし、開幕6試合で7本の本塁打を放った。メジャー開幕週（4月4日から10日まで）の6試合の成績は打率.333、7本塁打で12打点。放った9安打中7本が本塁打で、長打率は1.111、OPSは1.468を記録した。4月11日にナショナルリーグの週間MVPを受賞した。この時アメリカンリーグで同賞を受賞したのは、こちらも新人のタイラー・ホワイトであり、週間MVPの表彰が始まった1974年以降、両リーグ揃って新人が獲得するのは開幕週に限らず史上初のことだった。結局4月はナショナルリーグの新人史上最多の10本を放ち、4月のルーキー・オブ・ザ・マンスに輝いた。チームはシーズン途中にレイエスとの契約を解除し、正遊撃手として定着した。本塁打のペースはやや落としたものの、前半戦で打率.258、リーグ5位タイの21本塁打を記録したが、ファン投票でも最終投票でもオールスター選出はならなかった。7月にも1週間で5本塁打を放ち週間MVPに選ばれた。7月30日のニューヨーク・メッツ戦で左親指の尺側側副靭帯を断裂すると、手術を受け、残りのシーズンをリハビリに費やした。最終成績は打率.272、27本塁打、72打点を記録した。新人王の投票ではリーグ4位だった（新人王はコーリー・シーガー）。
2017年は145試合に出場したが、打率.239、24本塁打、82打点に留まり、リーグ最低の191三振を喫した。
2018年は前半戦を打率.292、20本塁打、68打点の好成績で折り返し、オールスターに初選出された。9月6日のサンフランシスコ・ジャイアンツ戦では3本塁打を放ち、うち1本は2015年に導入されたスタットキャスト史上最長飛距離となる505フィート（約154m）の本塁打だった。最終成績は打率.291、共に自身最高となる37本塁打、108打点を記録し、37本塁打はチームメイトのノーラン・アレナドに次ぐリーグ2位を記録した。オフには自身初となるシルバースラッガー賞を受賞した。MVPの投票ではリーグ8位だった（クリスチャン・イエリッチが受賞）。
2019年5月24日のボルチモア・オリオールズ戦で通算100号本塁打を放ち、448試合での到達はアレックス・ロドリゲスの470試合を越えて遊撃手として史上最速記録となった。最終成績は打率.294、35本塁打、85打点を記録した。オフには2年連続でシルバースラッガー賞に選出された。
2020年はシーズン開幕前の1月31日に2年総額2750万ドルで契約を延長したことが発表された。シーズンではCOVID-19の影響で60試合の短縮シーズンとなる中、15盗塁で最多盗塁のタイトルを獲得した。
2021年はオールスターゲーム前日の7月12日に開催された本塁打競争に出場し、1回戦でレンジャーズのジョーイ・ギャロを破り、準決勝に進出したが、オリオールズのトレイ・マンシーニに破れて敗退した。この年が契約最終年であり、チームが再建に入ったこともありシーズン途中のトレードが濃厚とされていたが、期限までにトレードは起こらなかった。オフの11月3日にFAとなり、球団から提示された1840万ドルのクオリファイング・オファーを拒否した。

### レッドソックス時代
2022年3月23日にボストン・レッドソックスと6年総額1億4000万ドルの契約を結んだ（2028年は2500万ドルの球団側オプション）。レッドソックスには正遊撃手にザンダー・ボガーツがいるため、二塁手へコンバートされた。7月27日に2023年に行われるWBCのアメリカ代表への参加を発表した。この年は7月に右手の打撲で10日の負傷者リストに登録された。9月に左足のかかとの打撲で10日の負傷者リストに登録された。94試合の出場で打率.238、16本塁打、66打点、出塁率.303などと自身最低の成績だった。
2023年1月10日、右肘の手術を受けたため、WBCへの出場およびシーズン開幕戦への出場が絶望的となった。
2024年4月、左肩の手術を受けたあと欠場。9月に復帰した。

## 人物
- 地元球団であるテキサス・レンジャーズのファンとして育った[25]。
- 2018年11月16日に高校時代からの恋人であるマリー・クロウ（Mallie Crow）と結婚した[26]。
- 2022年3月に第一子が誕生した[27]。

## 詳細情報

### 年度別打撃成績
| 年 度    | 球 団    | 試 合 | 打 席 | 打 数 | 得 点 | 安 打 | 二 塁 打 | 三 塁 打 | 本 塁 打 | 塁 打 | 打 点 | 盗 塁 | 盗 塁 死 | 犠 打 | 犠 飛 | 四 球 | 敬 遠 | 死 球 | 三 振 | 併 殺 打 | 打 率 | 出 塁 率 | 長 打 率 | O P S |
| -------- | -------- | ----- | ----- | ----- | ----- | ----- | -------- | -------- | -------- | ----- | ----- | ----- | -------- | ----- | ----- | ----- | ----- | ----- | ----- | -------- | ----- | -------- | -------- | ----- |
| 2016     | COL      | 97    | 415   | 372   | 67    | 101   | 21       | 4        | 27       | 211   | 72    | 8     | 5        | 2     | 1     | 35    | 2     | 5     | 130   | 5        | .272  | .341     | .567     | .909  |
| 2017     | COL      | 145   | 555   | 503   | 68    | 120   | 32       | 3        | 24       | 230   | 82    | 7     | 2        | 0     | 1     | 49    | 4     | 2     | 191   | 12       | .239  | .308     | .457     | .765  |
| 2018     | COL      | 157   | 656   | 598   | 88    | 174   | 42       | 6        | 37       | 339   | 108   | 27    | 6        | 0     | 4     | 47    | 3     | 7     | 168   | 12       | .291  | .348     | .567     | .914  |
| 2019     | COL      | 145   | 656   | 588   | 111   | 173   | 38       | 5        | 35       | 326   | 85    | 23    | 8        | 0     | 3     | 58    | 0     | 7     | 174   | 3        | .294  | .363     | .554     | .917  |
| 2020     | COL      | 59    | 259   | 235   | 41    | 68    | 13       | 4        | 11       | 122   | 28    | 15    | 3        | 0     | 0     | 24    | 1     | 0     | 63    | 5        | .289  | .355     | .519     | .874  |
| 2021     | COL      | 142   | 595   | 526   | 88    | 132   | 34       | 5        | 24       | 248   | 75    | 20    | 6        | 0     | 5     | 53    | 2     | 11    | 139   | 7        | .251  | .329     | .471     | .801  |
| 2022     | BOS      | 94    | 396   | 357   | 53    | 85    | 22       | 0        | 16       | 155   | 66    | 13    | 0        | 0     | 4     | 32    | 4     | 3     | 122   | 9        | .238  | .303     | .434     | .737  |
| 2023     | BOS      | 43    | 168   | 158   | 12    | 32    | 9        | 0        | 3        | 50    | 14    | 10    | 3        | 0     | 0     | 9     | 0     | 1     | 55    | 2        | .203  | .250     | .316     | .566  |
| 2024     | BOS      | 26    | 106   | 94    | 8     | 24    | 7        | 0        | 2        | 37    | 10    | 6     | 3        | 0     | 0     | 11    | 2     | 1     | 33    | 2        | .255  | .340     | .394     | .734  |
| MLB：9年 | MLB：9年 | 908   | 3806  | 3431  | 536   | 909   | 218      | 27       | 179      | 1718  | 540   | 129   | 36       | 2     | 18    | 318   | 18    | 37    | 1075  | 57       | .265  | .332     | .501     | .833  |

- 2024年度シーズン終了時
- 各年度の太字はリーグ最高

### 年度別打撃成績所属リーグ内順位
| 年 度 | 年 齢 | リ ｜ グ   | 打 率 | 安 打 | 二 塁 打 | 三 塁 打 | 本 塁 打 | 打 点 | 盗 塁 |
| ----- | ----- | ---------- | ----- | ----- | -------- | -------- | -------- | ----- | ----- |
| 2016  | 23    | ナ・リーグ | -     | -     | -        | -        | -        | -     | -     |
| 2017  | 24    | ナ・リーグ | -     | -     | -        | -        | -        | -     | -     |
| 2018  | 25    | ナ・リーグ | -     | 10位  | 4位      | -        | 2位      | 4位   | 6位   |
| 2019  | 26    | ナ・リーグ | -     | 9位   | 5位      | -        | -        | -     | 8位   |
| 2020  | 27    | ナ・リーグ | -     | 4位   | -        | 1位      | -        | -     | 1位   |
| 2021  | 28    | ナ・リーグ | -     | -     | 8位      | 6位      | -        | -     | 6位   |
| 2022  | 29    | ア・リーグ | -     | -     | -        | -        | -        | -     | -     |
| 2023  | 30    | ア・リーグ | -     | -     | -        | -        | -        | -     | -     |
| 2024  | 31    | ア・リーグ | -     | -     | -        | -        | -        | -     | -     |

- -は10位未満（打率は規定打席未到達の場合も-と表記）

### 年度別守備成績
| 年 度 | 球 団 | 二塁（2B） | 二塁（2B） | 二塁（2B） | 二塁（2B） | 二塁（2B） | 二塁（2B） | 遊撃（SS） | 遊撃（SS） | 遊撃（SS） | 遊撃（SS） | 遊撃（SS） | 遊撃（SS） |
| 年 度 | 球 団 | 試 合      | 刺 殺      | 補 殺      | 失 策      | 併 殺      | 守 備 率   | 試 合      | 刺 殺      | 補 殺      | 失 策      | 併 殺      | 守 備 率   |
| ----- | ----- | ---------- | ---------- | ---------- | ---------- | ---------- | ---------- | ---------- | ---------- | ---------- | ---------- | ---------- | ---------- |
| 2016  | COL   | -          | -          | -          | -          | -          | -          | 96         | 139        | 293        | 10         | 64         | .977       |
| 2017  | COL   | -          | -          | -          | -          | -          | -          | 142        | 191        | 408        | 11         | 101        | .982       |
| 2018  | COL   | -          | -          | -          | -          | -          | -          | 156        | 197        | 416        | 13         | 92         | .979       |
| 2019  | COL   | -          | -          | -          | -          | -          | -          | 144        | 182        | 416        | 8          | 90         | .987       |
| 2020  | COL   | -          | -          | -          | -          | -          | -          | 57         | 88         | 161        | 10         | 49         | .961       |
| 2021  | COL   | -          | -          | -          | -          | -          | -          | 138        | 190        | 348        | 14         | 91         | .975       |
| 2022  | BOS   | 94         | 157        | 215        | 6          | 50         | .984       | -          | -          | -          | -          | -          | -          |
| 2023  | BOS   | 1          | 0          | 0          | 0          | 0          | ----       | 36         | 39         | 100        | 2          | 16         | .986       |
| 2024  | BOS   | -          | -          | -          | -          | -          | -          | 26         | 32         | 61         | 1          | 13         | .989       |
| MLB   | MLB   | 95         | 157        | 215        | 6          | 50         | .984       | 795        | 1058       | 2203       | 69         | 516        | .979       |

- 2024年度シーズン終了時
- 各年度の太字はリーグ最高

### タイトル
- 盗塁王：1回（2020年）

### 表彰
- シルバースラッガー賞（遊撃手部門）：2回（2018年、2019年）
- ルーキー・オブ・ザ・マンス：1回（2016年4月）
- 週間MVP（英語版）：5回（2016年4月10日・7月24日、2018年7月15日、2019年6月2日、2022年5月22日）

### 記録
- MLBオールスターゲーム選出：2回（2018年、2019年）

### 背番号
- 27（2016年 - 2021年）
- 10（2022年 - ）